# Nino Rota

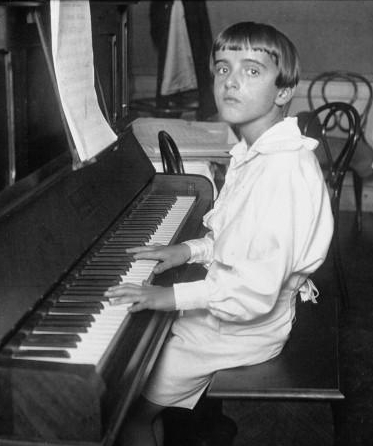
Nino Rota op twaalfjarige leeftijd in 1923

Nino Rota (Milaan, 3 december 1911 – Rome, 10 april 1979) was een Italiaanse componist, vooral bekend van de filmmuziek voor de Godfather-trilogie en de films van Federico Fellini.

## Biografie
Rota werd geboren in een muzikale familie. Hij was een wonderkind. Zijn eerste oratorium, L'infanzia di San Giovanni Battista, componeerde hij op zijn elfde; het werd in het begin van de jaren twintig opgevoerd. Hij werd eerst onderwezen door Ildebrando Pizzetti aan het conservatorium van Milaan, en verhuisde later naar Rome, waar hij lessen volgde aan de Accademia Nazionale di Santa Cecilia. Tussen 1930 en 1932 woonde Rota in de Verenigde Staten, waar hij studeerde aan het Curtis Institute of Music te Philadelphia. Hier volgde hij lessen in orkestratie bij Fritz Reiner en compositie bij Rosario Scalero.
In de jaren veertig was hij voornamelijk actief als filmcomponist. Hij componeerde de filmmuziek voor enkele van de belangrijkste filmregisseurs van Italië, onder wie Luchino Visconti, Franco Zeffirelli en Mario Monicelli. Het vruchtbaarst was zijn samenwerking met Federico Fellini. Hij was verantwoordelijk voor de muziek van de films die Fellini tussen 1952 en 1978 maakte. Hij was tevens de componist van de eerste twee The Godfather-films. Voor beide films werd hij genomineerd voor de Academy Award voor beste originele muziek, maar zijn eerste nominatie werd teruggetrokken toen bleek dat hij de muziek gedeeltelijk van een vorige film had gebruikt. Voor The Godfather II won hij samen met Carmine Coppola de Oscar.
De laatste dertig jaar van zijn leven was hij tevens directeur van het conservatorium van Bari. 
Nino Rota stierf in 1979 op 67-jarige leeftijd. Zijn muziek werd postuum nog voor verscheidene films gebruikt.

## Werken
Hij componeerde zowel werken voor orkest (onder andere vier symfonieën en verscheidene concerto's) als opera's (acht opera's, waaronder Torquemada (1943) en Aladino e la lampada magica (1968)), vijf balletten, liederen en kamermuziek. Maar bekend werd hij hoofdzakelijk door zijn filmmuziek, bij onder andere Le notti bianche (1957), War and Peace (1956), Rocco e i suoi fratelli (1960), Il gattopardo (1963), Romeo and Juliet (1968), The Godfather (1972) en alle films tot 1979 van Federico Fellini. Hij componeerde tevens voor het theater.
Van al zijn andere werken hebben er slechts twee repertoire gehouden:
Het ballet La strada (1966), een aanpassing van de muziek van Fellini's beroemde film uit 1954, en de opera Il cappello di paglia di Firenze (De Florentijnse strohoed), een muzikale farce in vier bedrijven, die haar première beleefde op 21 april 1955 in Palermo, gedirigeerd door Jonel Perlea. Il cappello di paglia di Firenze werd over de hele wereld opgevoerd, dankzij de beroemde productie van Giorgio Strehler voor het Piccola Scala te Milaan, groots aangekondigd voor de première op 29 mei 1958 onder Nino Sanzogno. Het componeren had Rota zo'n vijftien jaar gekost. Het werk is gebaseerd op Un chapeau de paille d’Italie, een vaudeville van Eugène Labiche en Marc Michel uit 1851. Rota schreef het libretto samen met zijn moeder Ernesta Rota. Hij was klaar met het schrijven van het stuk in 1945, maar voltooide de orkestratie pas tien jaar later, toen hij er gegarandeerd zeker van was dat het opgevoerd zou worden in het Teatro Massimo te Palermo. Een van de beste uitvoeringen is die met Magda Olivero, de diva van het verisme, een opname uit 1976, gemaakt in de Petite Salle te Brussel, met Elio Boncampagni als dirigent.

## Filmografie
(selectie)
- 1949: Obsession
- 1949: I pirati di Capri
- 1951: Valley of Eagles
- 1952: Lo sceicco bianco
- 1953: I vitelloni
- 1954: La strada
- 1955: Il bidone
- 1956: War and Peace
- 1957: Le notti di Cabiria
- 1957: Le notti bianche
- 1957: This Angry Age
- 1959: La grande guerra
- 1960: La dolce vita
- 1960: Plein Soleil
- 1960: Rocco e i suoi fratelli
- 1961: The Best of Enemies
- 1962: Boccaccio '70 (segments "Il lavoro", "Le tentazioni del dottor Antonio")
- 1962: I sequestrati di Altona
- 1962: The Reluctant Saint
- 1963: 8½
- 1963: Il gattopardo
- 1965: Giulietta degli spiriti
- 1967: The taming of the Shrew
- 1968: Romeo and Juliet
- 1968: Histoires extraordinaires (anthologiefilm, episode Toby Dammitt)
- 1969: Satyricon
- 1970: Waterloo
- 1970: I clowns (documentaire)
- 1972: Roma
- 1972: The Godfather
- 1973: Film d'amore e d'anarchia
- 1973: Amarcord
- 1974: The Godfather Part II
- 1976: Casanova
- 1976: Le Molière Imaginaire (ballet)
- 1978: Death on the Nile
- 1978: Prova d'orchestra

## Prijzen en nominaties

### Academy Awards
| Jaar | Titel                 | Categorie                    | Uitslag               |
| ---- | --------------------- | ---------------------------- | --------------------- |
| 1973 | The Godfather         | Beste dramatische filmmuziek | Nominatie ingetrokken |
| 1975 | The Godfather Part II | Beste dramatische filmmuziek | Gewonnen              |

### Golden Globe Awards
| Jaar | Titel                 | Categorie        | Uitslag     |
| ---- | --------------------- | ---------------- | ----------- |
| 1969 | Romeo and Juliet      | Beste filmmuziek | Genomineerd |
| 1973 | The Godfather         | Beste filmmuziek | Gewonnen    |
| 1975 | The Godfather Part II | Beste filmmuziek | Genomineerd |

### Grammy Awards
| Jaar | Titel         | Categorie                                                     | Uitslag     |
| ---- | ------------- | ------------------------------------------------------------- | ----------- |
| 1962 | La dolce vita | Beste soundtrackalbum of opname muziek voor film of televisie | Genomineerd |
| 1973 | The Godfather | Beste muziek voor film of televisiespecial                    | Gewonnen    |

Andere prijzen die hij ontving waren de David di Donatello (een van de meest prestigieuze Italiaanse filmprijzen) en vijf maal de Nastro d'argento ("zilveren lint", de oudste Italiaanse filmprijs)